# Lycos et Pernis
Pour les articles homonymes, voir Lycos et Pernis.
Dans la mythologie grecque, Lycos et Pernis sont les parents d'Ascalaphe et Ialmène selon Hygin. (Les autres sources font plutôt d'Arès et d'Astyoché les parents des deux héros.)

## Source
- Hygin, Fables [détail des éditions] [(la) lire en ligne] (XCVII).